# Сонмох Бамбергера
Сонмох Бамбергера (Hypnum bambergeri) — вид мохів порядку гіпнобрієвих (Hypnales).

## Поширення
Ареал охоплює такі частини світу: Європа, Азія, Північна Америка.
Населяє просочувальні місцезростання, суху тундру, хвойні ліси, переважно вапняк; на висотах від 0 до 2500 метрів.

## Характеристика
Рослини великі, червонувато-жовтувато-коричневі. Стебла 2–8(10) см, від темно-коричневого до червонувато-коричневого, від висхідних до повзучих, зазвичай невеликі та нерівномірно розгалужені, іноді перисті, гілки 0.2–0.6 см. Стеблові листки від видовжено-яйцеподібних до видовжено-ланцетних, звужені до верхівки, 1.5–2 × 0.4–0.6 мм; краї плоскі, від вигнутих до слабко зазубрених. Вид дводомний. Коробочкові ніжки червонуваті, 1.3–2 см. Коробочка від похиленої до горизонтальної, жовтувата, видовжено-циліндрична, 1.3–1.5 мм.